# Brec Bassinger
Brec Bassinger, född 25 maj 1999 i Saginaw i Texas, USA är en amerikansk skådespelare. Bassinger är känd för att ha spelat huvudrollen som Bella Dawson i Nickelodeonserien Bella and the Bulldogs och hennes återkommande roll som Emma i The Haunted Hathaways. Bassinger spelar även huvudrollen Courtney Whitmore/Stargirl i serien Stargirl från DC Universe, baserad på karaktären från DC Comics.

## Filmografi
| År         | Titel                         | Roll                         | Notering                                                  |
| ---------- | ----------------------------- | ---------------------------- | --------------------------------------------------------- |
| 2013, 2016 | The Goldbergs                 | Zoe Macintosh                | Avsnitt: "The Circle of Driving", "George! George Glass!" |
| 2013–2014  | The Haunted Hathaways         | Emma                         | Återkommande roll                                         |
| 2015–2016  | Bella and the Bulldogs        | Bella Dawson                 | Huvudroll                                                 |
| 2015       | Liar, Liar, Vampire           | Vi                           | TV-film                                                   |
| 2016–2018  | School of Rock                | Kale                         | Återkommande roll                                         |
| 2018       | Status Update                 | Maxi Moore                   | Film                                                      |
| 2018       | All Night                     | Roni                         | Huvudroll                                                 |
| 2019       | 47 Meters Down: Uncaged       | Catherine                    | Film                                                      |
| 2019–2020  | The Loud House                | Margo Roberts                | Röstroll; 2 avsnitt                                       |
| 2019       | Chicken Girls                 | Babs                         | Webserie; återkommande roll (säsong 2)                    |
| 2020       | Legends of Tomorrow           | Courtney Whitmore / Stargirl | Avsnitt: "Crisis on Infinite Earths, avsnitt 5"           |
| 2020–      | Stargirl                      | Courtney Whitmore / Stargirl | Huvudroll                                                 |
| 2025       | Final Destination: Bloodlines | ?                            | Film                                                      |